# Cohenella semernoyi
Cohenella semernoyi är en plattmaskart som beskrevs av Timoshkin OA 200. Cohenella semernoyi ingår i släktet Cohenella och familjen Rhynchokarlingiidae. Inga underarter finns listade i Catalogue of Life.